# Jakob Heinrich Lützel

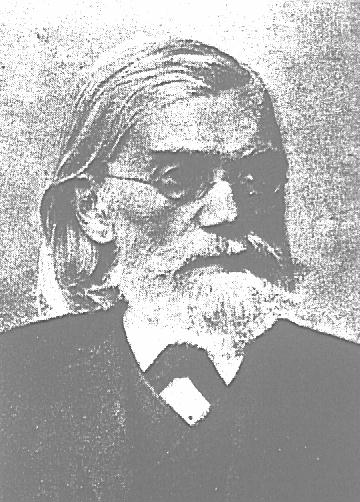
Jakob Heinrich Lützel

Jakob Heinrich Lützel (* 30. August 1823 in Iggelheim; † 9. März 1899 in Zweibrücken) war ein Kirchen- und Volksliederkomponist, Chorleiter, Volksschullehrer und Organist in Zweibrücken. Durch einen Fehler des Biografen Ludwig Fränkel, der in der Allgemeinen Deutschen Biographie von 1906 Lützel den Vornamen seines Vaters Johann Heinrich gab, existieren Lützels Werke heute zum Teil unter diesem Namen. Zeitweise veröffentlichte Lützel auch unter dem Pseudonym H.L. Friedemann. Die Schreibweise Jacob Heinrich Lützel ist ebenfalls vereinzelt zu finden.

## Leben

### Jugend
Nach dem Besuch der Volksschule seiner Heimatgemeinde Iggelheim durfte Lützel an den Unterrichtsvorbereitungen seines Lehrers teilnehmen und eignete sich dadurch ein pädagogisches Basiswissen an.

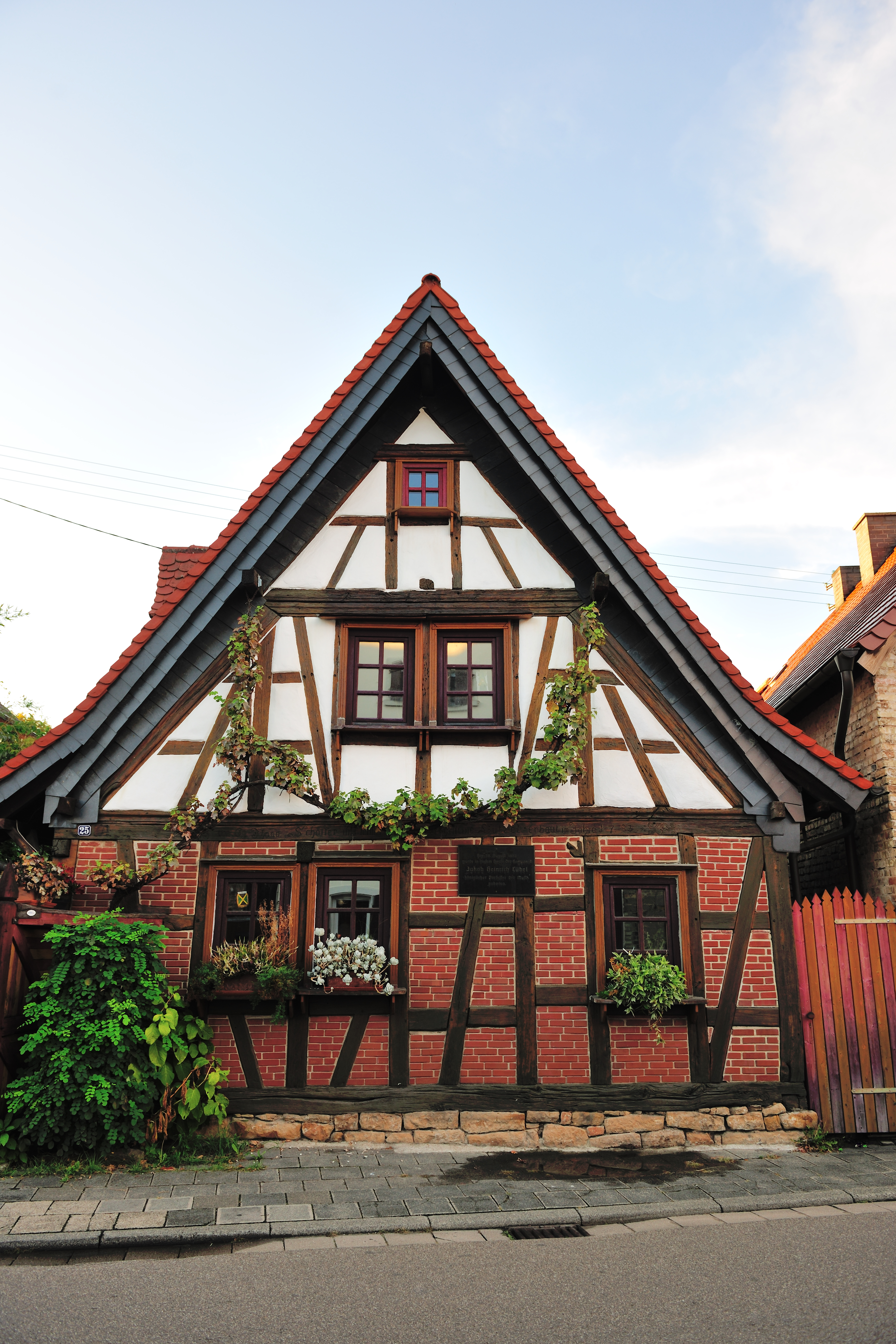
Geburtshaus von Jakob Heinrich Lützel
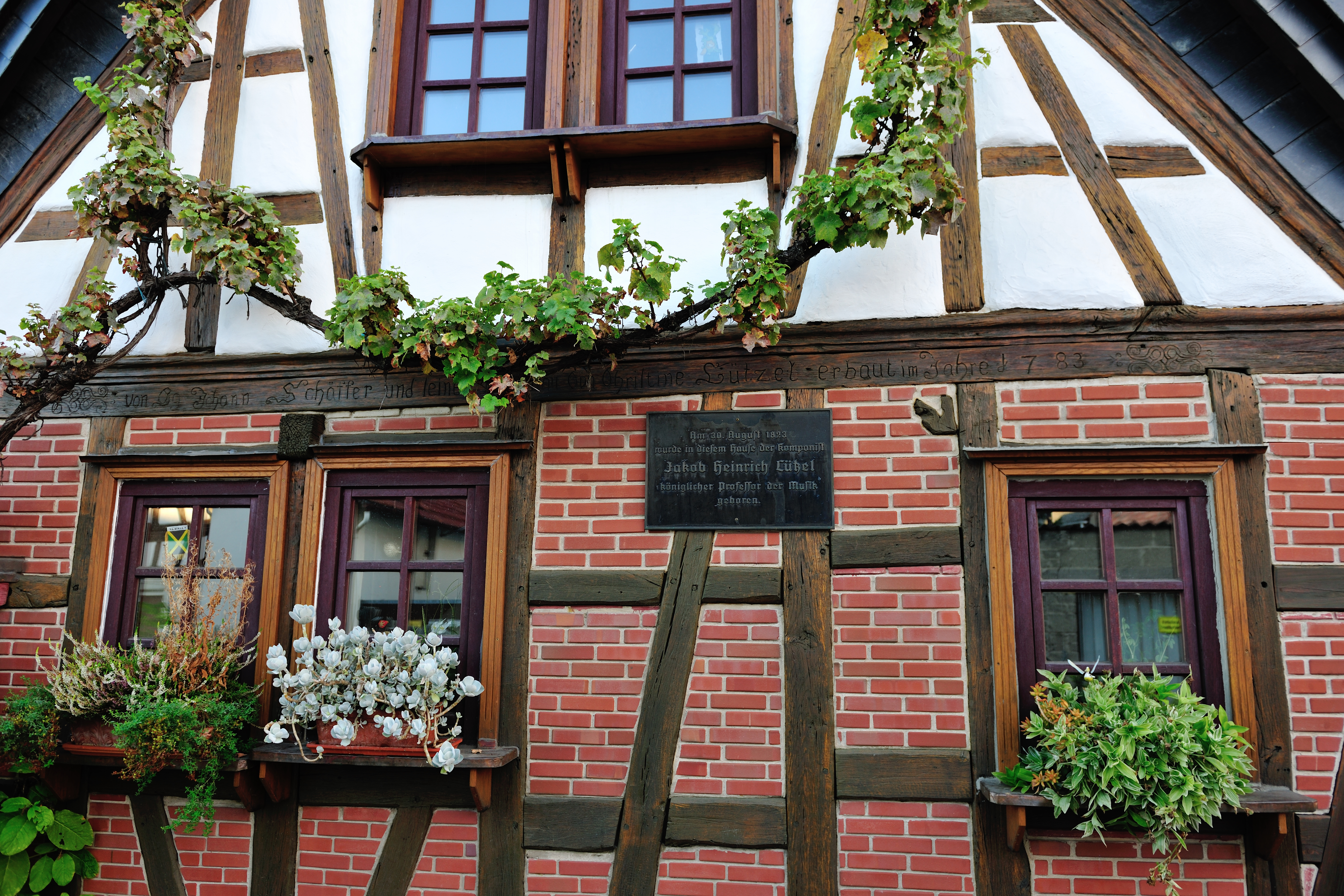
Inschrift im Balken vom Lützelhaus
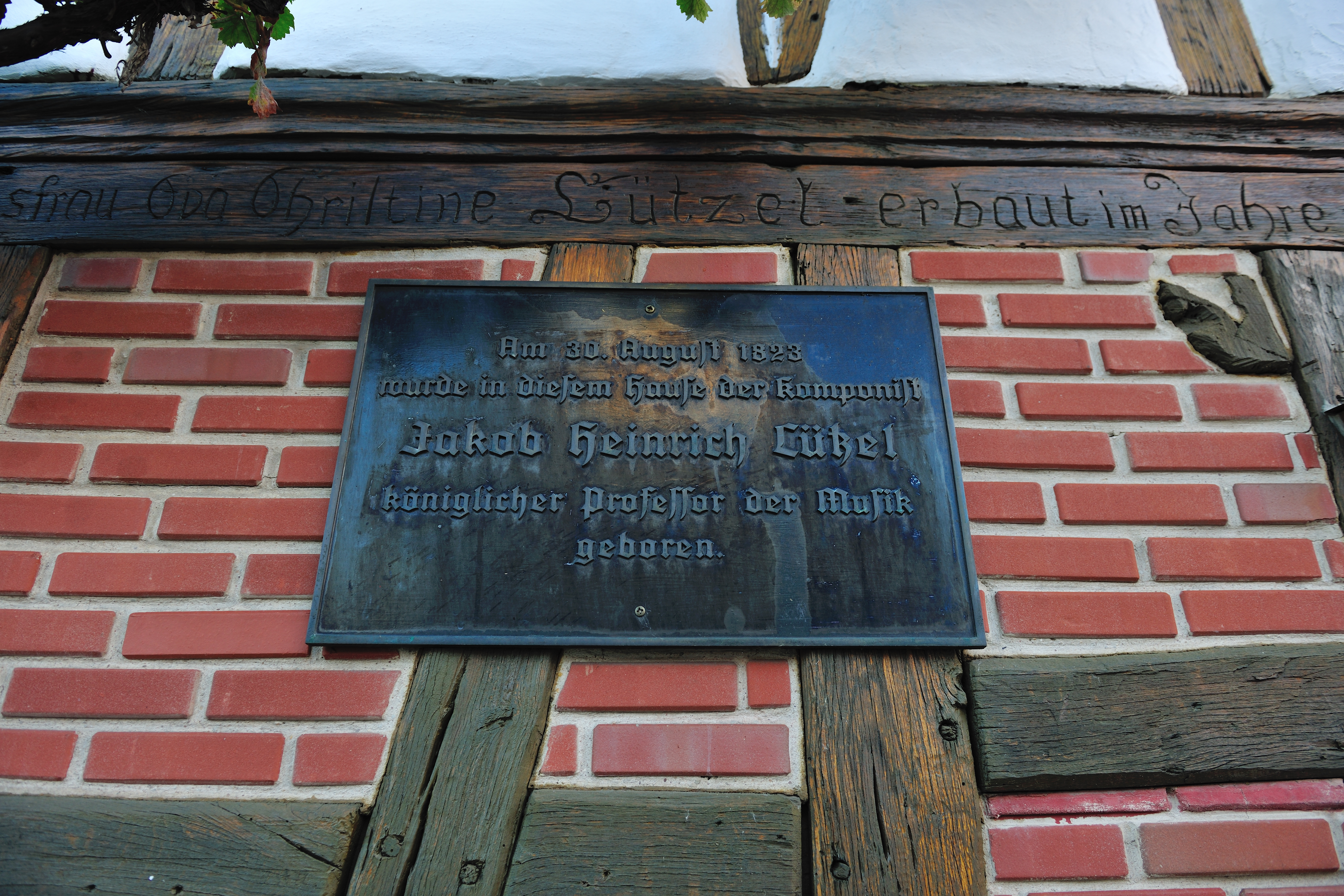
Gedenktafel am Lützelhaus

Mit 18 Jahren wurde er zum Studium am Lehrerseminar in Kaiserslautern zugelassen, das er 1843 mit der Note Sehr gut abschloss. Zu dieser Ausbildung gehörten auch Grundkenntnisse in Musik und Orgelspiel.
Zunächst Schulgehilfe und zweiter Lehrer in Edigheim (Ludwigshafen am Rhein) vertiefte Lützel seine Musikkenntnisse durch privaten Unterricht bei dem Organisten Jakob Vierling in Frankenthal und Hofmusikdirektor Leppen in Mannheim. Am 5. September 1845 trat er in den Schuldienst an der Mädchen-Vorbereitungsschule in Zweibrücken ein und heiratete 1850 Friederica Catharina Schwörer, eine Bäckerstochter aus dieser Stadt.

### Chorgründungen
Jakob Heinrich Lützel leitete zwölf Jahre lang in dieser Stadt den Männerchor Liedertafel und drei Jahre lang den Cäcilienverein. Er gründete bereits mit 31 Jahren den ersten evangelischen Kirchenchor der Pfalz, dem schnell weitere folgten und aus denen dann 1880 der Evangelische Kirchengesangverein für die Pfalz entstand.
Mit seinem Freund Ludwig Heydenreich, dem Dirigenten der Liedertafel, gründete Lützel 1860 den Pfälzischen Sängerbund. 1868, Lützel war inzwischen aus gesundheitlichen Gründen aus dem Schuldienst ausgeschieden, ernannte ihn die Bezirksregierung zum Orgelrevisor. Als Hauptvereinsmusikdirector dirigierte er nun zeitweise 87 Vereine mit rund 4000 Sängern. 60-jährig verlieh ihm das Kultusministerium in München schließlich den Titel Königlicher Professor der Musik.

### Initiativen
1885 trat Lützel unter dem Pseudonym H.L.Friedemann in Erscheinung. Er unterbreitete der evangelischen Generalsynode mit Erfolg eine Neuordnung des Gottesdienstes, nach der sich die evangelische Kirche, bis auf eine kleine Änderung von 1925, heute noch richtet.
Anlässlich Lützels 70. Geburtstag verlieh ihm die Stadt Zweibrücken die Ehrenbürgerschaft, während ihm dies sein Geburtsort Iggelheim mit der Begründung, sich um diesen in letzter Zeit „überhaupt gar nicht mehr bekümmert zu haben“, verweigerte.
Bis zu seinem Tod 1899 engagierte sich Lützel sehr für den Einbau der Riesenorgel in die im Bau befindliche Gedächtniskirche in Speyer. Die Orgel wurde 1902 geweiht.

## Post mortem

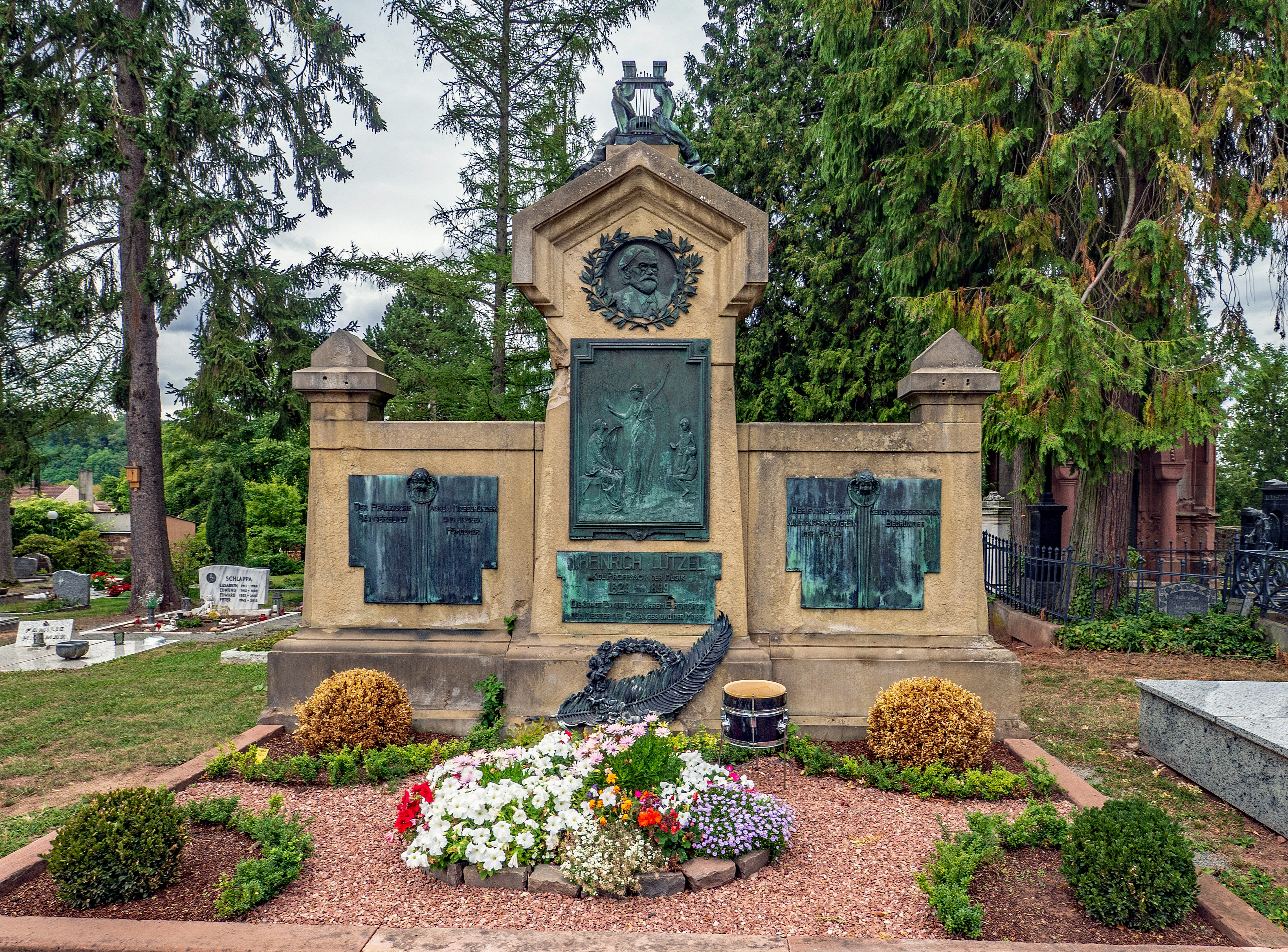
Denkmal auf Lützels Grab

Aus Spenden ließ der Pfälzische Sängerbund auf Lützels Grab in Zweibrücken ein Denkmal errichten, das bis heute erhalten ist. In Iggelheim erinnerte man sich bei der anstehenden Straßenneubenamung im Jahr 1908 an den berühmten Sohn der Gemeinde und benannte die Straße, in der sein Geburtshaus steht, nach ihm. Dieses Haus, bis heute mehrfach umgebaut, erhielt 1923 zum 100. Geburtstag Lützels eine Gedenktafel. Schließlich trägt seit 1986 die Grundschule von Iggelheim den Namen Jakob-Heinrich-Lützel-Schule. Die im Jahre 2012 wiedergegründete Iggelheimer Ortsgruppe des Verbands Christlicher Pfadfinder (VCP) wurde unter dem Namen Siedlung Heinrich Lützel in den Pfadfinder Kreisverband Gau Neuburgund aufgenommen.

## Werke

### Musikliteratur
Jakob Heinrich Lützel veröffentlichte bei verschiedenen Verlegern eine Reihe von Gesangbüchern, die eine weite Verbreitung fanden:
- Evangelische Choralgesänge zu den verschiedenen Festen des Kirchenjahres, bearbeitet für vierstimmigen Männerchor, Eisleben 1853
- 30 Choralgesänge der evangelischen Kirche in ihren ursprünglichen Formen, dreistimmig für schulen bearbeitet, Stuttgart 1855
- Choralbuch zum evangelisch-protestantischen Gesangbuche für Kirche und Haus, Speyer 1859
- Geistliche und weltliche Männerchöre zum Gebrauche für Seminarien und Lehrerconferenzen, 132 Chorwerke und Lieder aus dem 16. bis 19. Jahrhundert, Kaiserslautern 1861
- Leichte Chorgesänge für Kirchen und Schulen, Leipzig 1863
- Chorgesangbuch für Kirchen- und Schulchöre, Kaiserslautern 1875
- Choralbuch für die evangelisch-protestantische Kirche der Pfalz. Die dritte Auflage hat noch Jacob Vierling gemacht, von Lützel stammen die vierte Auflage, Speyer 1877, die fünfte Auflage, Speyer 1885, und die sechste Auflage, Speyer 1898
- Chorlieder zum Gebrauche beim Gesangsunterricht in Gymnasien, Realschulen und Präparandenanstalten, Kaiserslautern 1876
- Gesanglehre für Volksschulen und höhere Lehranstalten, Zweibrücken 1885
- Entwurf zum neuen evangelischen Gesangbuch, 1889. Der Vorschlag kam erst 1905 zur Ausführung. Das Gesangbuch galt bis 1951
- Melodienbuch zu dem evangelischen Militärgesang- und Gebetbuch für das deutsche Kriegsheer, 1892
- Liederkranz – Sammlung ein- und mehrstimmiger Lieder für Schule und Leben, 5 Hefte, Kaiserslautern 1892, bis 1907 14 Auflagen
- Zwei- und dreistimmige geistliche Chorgesänge mit Orgelbegleitung. Bearbeitet und herausgegeben von J. Heinrich Lützel. Kaiserslautern: J. J. Tascher 1878, 64 S.

Ferner gehören zu seinen Werken auch Lehrbücher für das Orgelspielen und Schweizer Schulliederbücher.

### Chorwerke
- O komm', Du Geist der Wahrheit – für vierstimmigen gemischten Chor
- Ich hebe meine Augen auf (Psalm 121) – für vierstimmigen gemischten Chor
- Machet die Tore weit (Psalm 24) für vierstimmigen gemischten Chor, anlässlich des Ersten Spatenstichs für die Gedächtniskirche in Speyer am 19. September 1890
- Allzeit bereit – Bundeslied christlicher Pfadfinderverbände in Deutschland
- Treue Liebe zu geloben – Konfirmationslied für vierstimmigen gemischten Chor
- Die Schwarzenacker – Walzer „für das Pianoforte componirt und den lebensfrohen Herren und Damen Zweibrückens gewidmet“
- Herr der König freuet sich in deiner Kraft (Psalm 21) – für vierstimmigen gemischten Chor
- Jauchzet Gott alle Lande (Psalm 66) – Motette für vierstimmigen gemischten Chor
- Der heil'ge Christ ist kommen – für vierstimmigen gemischten Chor
- Danket dem Herrn (Psalm 118, 1) – Motette für vierstimmigen gemischten Chor
- Schaffe in mir Gott ein reines Herz – Motette zum Pfingstfest für vierstimmigen gemischten Chor
- Es sollen wohl Berge weichen (Jesaja 54,10) – für vierstimmigen gemischten Chor
- Barmherzig und gnädig ist der Herr (Psalm 103) – für vierstimmigen gemischten Chor
- Fürwahr, er trug unsere Krankheit – Motette für vierstimmigen gemischten Chor
- Christus ist auferstanden (Luk. 24, 34 und 1.Kor. 15, 55+57) – für vierstimmigen gemischten Chor
- Um uns'rer Sünde willen (Phil. 2, 9) – für vierstimmigen gemischten Chor
- Komm', heil'ger Geist – für vierstimmigen gemischten Chor
- Der Herr ist mein Hirt (Psalm 23) – Motette für vierstimmigen gemischten Chor
- Die mit Tränen säen (Psalm 126,5) – für vierstimmigen gemischten Chor
- Herr, mein Gott, ich traue auf dich (Psalm 71) – für vierstimmigen gemischten Chor
- Wo du hingehest (Rut 1,16) – für vierstimmigen gemischten Chor
- Wie schön bist du, mein Vaterland – für vierstimmigen gemischten Chor